# Barbarea
Barbarea és un gènere de plantes amb flors de la família brassicàcia. Consta d'unes 22 espècies i el gènere és originari de les regions de clima temperat de l'hemisferi nord. La major diversitat d'espècies es troba al sud d'Europa i sud-oest d'Àsia. (
Són plantes herbàcies petites bienals o perennes tenen fulles de color verd fosc i profundament lobulades, les flors són grogues amb quatre pètals.
Als Països catalans es presenten com autòctones:Barbarea vulgaris (herba de Santa bàrbara), Barbarea intermedia i Barbarea verna

## Selected species
- Barbarea balcana
- Barbarea bosniaca
- Barbarea bracteosa
- Barbarea conferta
- Barbarea hongii
- Barbarea intermedia
- Barbarea lepuznica
- Barbarea longirostris
- Barbarea orthoceras
- Barbarea rupicola
- Barbarea sicula
- Barbarea stricta
- Barbarea taiwaniana
- Barbarea verna
- Barbarea vulgaris

## Usos
Les fulles són comestibles crues.